# Écorce de sapin
L’Écorce de sapin est un fromage français,  fabriqué sur les plateaux du massif jurassien, en Franche-Comté. il est né au milieu des années 1980.

## Fabrication
Sa fabrication reste semi-artisanale. Les fromages sont moulés, puis cerclés d’une sangle d’épicéa. Après trois semaines de retournement et de frottage dans une cave tempérée, il est enfin prêt à être dégusté.
Typique du Haut Doubs, c’est un fromage au lait de vache au goût légèrement boisé, riche en Oméga 3.
Quinze jours d'affinage lui sont nécessaires, Il contient 55 % de matière grasse.

## Dégustation

### Saisons conseillées
On peut le déguster toute l'année.